# 8443 Svecica
8443 Svecica — астероїд головного поясу, відкритий 16 жовтня 1977 року.
Тіссеранів параметр щодо Юпітера — 3,264.
Названо за видом птахів — синьошийка (Luscinia svecica).